# Готліб Вільгельм Бішоф
Готліб Вільгельм Бішоф (нім. Gottlieb Wilhelm Bischoff, 1797–1854) — німецький ботанік і професор університету. Він був одним з перших, хто досліджував розмноження мохів і печеночників, і йому приписують введення термінів архегонії та антеридії.

## Кар'єра
Бішоф народився в Дюркгеймі і вивчав ботаніку у Вільгельма Даніеля Коха, автора основної флори Німеччини, в Кайзерслаутерні. Потім він вступив до Мюнхенської академії мистецтв в 1819 році, а потім вивчав ботаніку в Ерлангені з 1821 року. Він почав викладати в Гейдельберзі з 1824 року і отримав габілітацію в 1825 році. Він став професором ботаніки в 1833 році і керував ботанічним садом у Гейдельберзі з 1839 р. Він спеціалізувався на печеночниках і мохах, ввівши терміни архегоніум і антеридій.

## Відзнаки
- Рід Bischofia з триби Bischofieae був названий на честь Готліба Вільгельма Бішоффа Карлом Блюме.